# Guinope
Guinope – gmina (municipio) w południowym Hondurasie, w departamencie El Paraíso. W 2010 roku zamieszkana była przez ok. 7,7 tys. mieszkańców. Siedzibą administracyjną jest miasteczko Guinope.

## Położenie
Gmina położona jest w zachodniej części departamentu. Graniczy z 5 gminami:
- San Antonio de Oriente od północy,
- Oropolí i Yuscarán od wschodu,
- San Lucas od południa,
- Maraita od zachodu.

## Demografia
Według danych honduraskiego Narodowego Instytutu Statystycznego na rok 2010 struktura wiekowa i płciowa ludności w gminie przedstawiała się następująco:
| Wiek      | 0–3 | 4–6 | 7–12  | 13–17 | 18–24 | 25–64 | 65+ | razem |
| Guinope   | 769 | 565 | 1 045 | 824   | 974   | 3 117 | 412 | 7 705 |
| Mężczyźni | 355 | 296 | 522   | 448   | 522   | 1 599 | 190 | 3 933 |
| Kobiety   | 414 | 269 | 523   | 375   | 452   | 1 518 | 221 | 3 773 |